# Mazda BT-50
O BT-50 é uma pickup fabricada pela Mazda foi lançada no Bangkok Motor Show, em 22 de março de 2006.